# Schlossviertel
Das Schlossviertel (historisch: Schloßviertel) ist eines von ehemals drei Vierteln im historischen Berliner Stadtteil Alt-Kölln, der zum heutigen Ortsteil Berlin-Mitte gehört. Der Name existiert mindestens seit 1727 und nimmt Bezug auf das Berliner Schloss, an dessen Stelle heute das Humboldt Forum steht.

## Geschichte
Die Geschichte des Schlossviertels reicht in seinem südlichen Teil bis in die Zeit der Gründung der Stadt Berlin-Kölln um 1230 zurück. Ab 1443 wurde im mittleren Teil des späteren Schlossviertels, nördlich der Stadtmauer von Kölln der erste Schlossbau der Hohenzollern errichtet. Nach der Errichtung des Schlüter’schen Schlossbaus 1713 erwarb der Landesherr mehrere Grundstücke südlich des Schlosses zur Stiftung von Burglehn und Freihäusern für Hofbeamte und Bedienstete. Eines davon war das Haus Breite Straße 3.
Südliche des Schlossplatzes an der Spree lag der Marstall, der in mit den dort untergebrachten Nutzungen im 19. Jahrhundert die Hälfte des Häuserblocks einnahm.
Neben der vornehmen Breiten Straße gehört auch die Brüderstraße zum Schlossviertel, in der ebenfalls bedeutende Palais’ standen.
Nach den Zerstörungen des Zweiten Weltkriegs war das Schloss eine Ruine und eine Vielzahl der Gebäude zerstört. Dennoch waren besonders südlich des Schlossplatzes zahlreiche Gebäude wieder aufgebaut worden, insbesondere auch an der Sperlingsgasse. Die Schlossruine jedoch wurde 1951 aus politischen Gründen und gegen den breiten Protest aus Ost und West gesprengt.
Mit dem Beginn des Wiederaufbaus der Innenstadt als Zentrum der sozialistischen Hauptstadt Berlin, wurde bis auf wenige Ausnahmen alle historischen, teilweise auch gerade sanierte Gebäuden, abgebrochen. Am Schlossplatz entstand 1962–1964 das Staatsratsgebäude und südlich angrenzend an der Breiten Straße weitere Regierungs- und Ministerialbauten. Zwischen Friedrichsgracht und Brüderstraße wurden Appartementhäuser mit Kleinstwohnungen nach Entwürfen des Kollektivs Prasser/Graffunder gebaut. Es folgte 1966 der Neubau der Berliner Stadtbibliothek in der Breiten Straße. 1976 eröffnete Palast der Republik mit dem Sitz der Volkskammer. Der Berliner Dom wurde bis 1984 wieder hergestellt.

## Bauwerke im Schlossviertel
- Berliner Schloss / Humboldt Forum

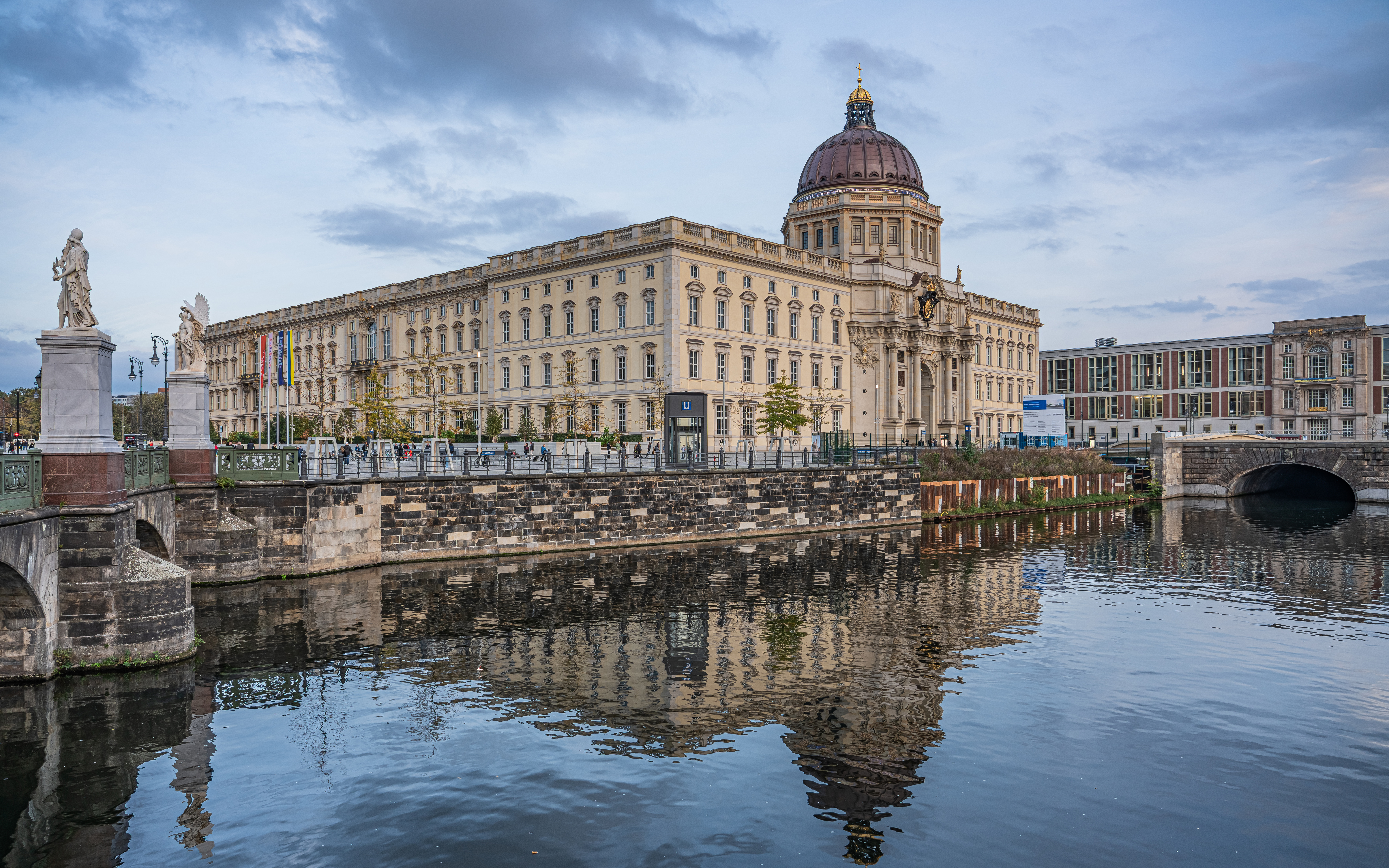
Berliner Schloss / Humboldt Forum

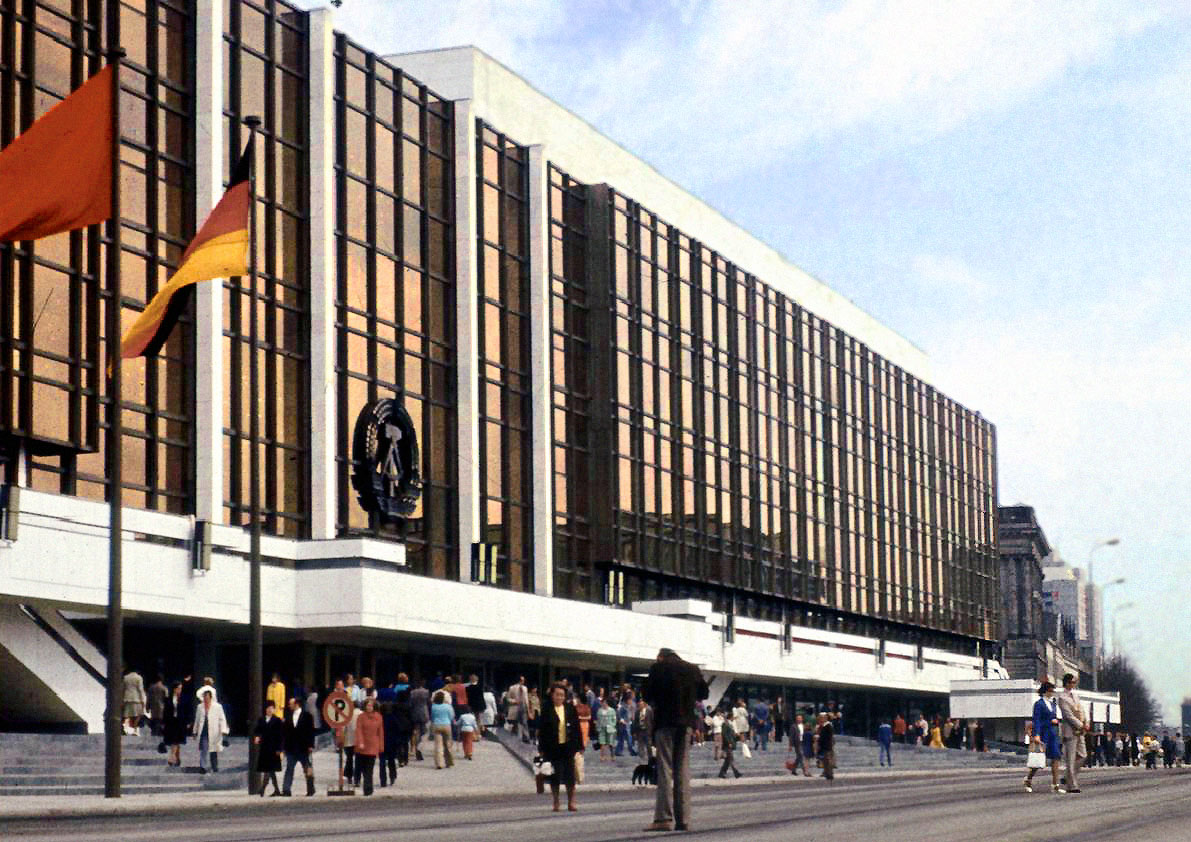
Palast der Republik, erbaut 1974, abgebrochen 2008

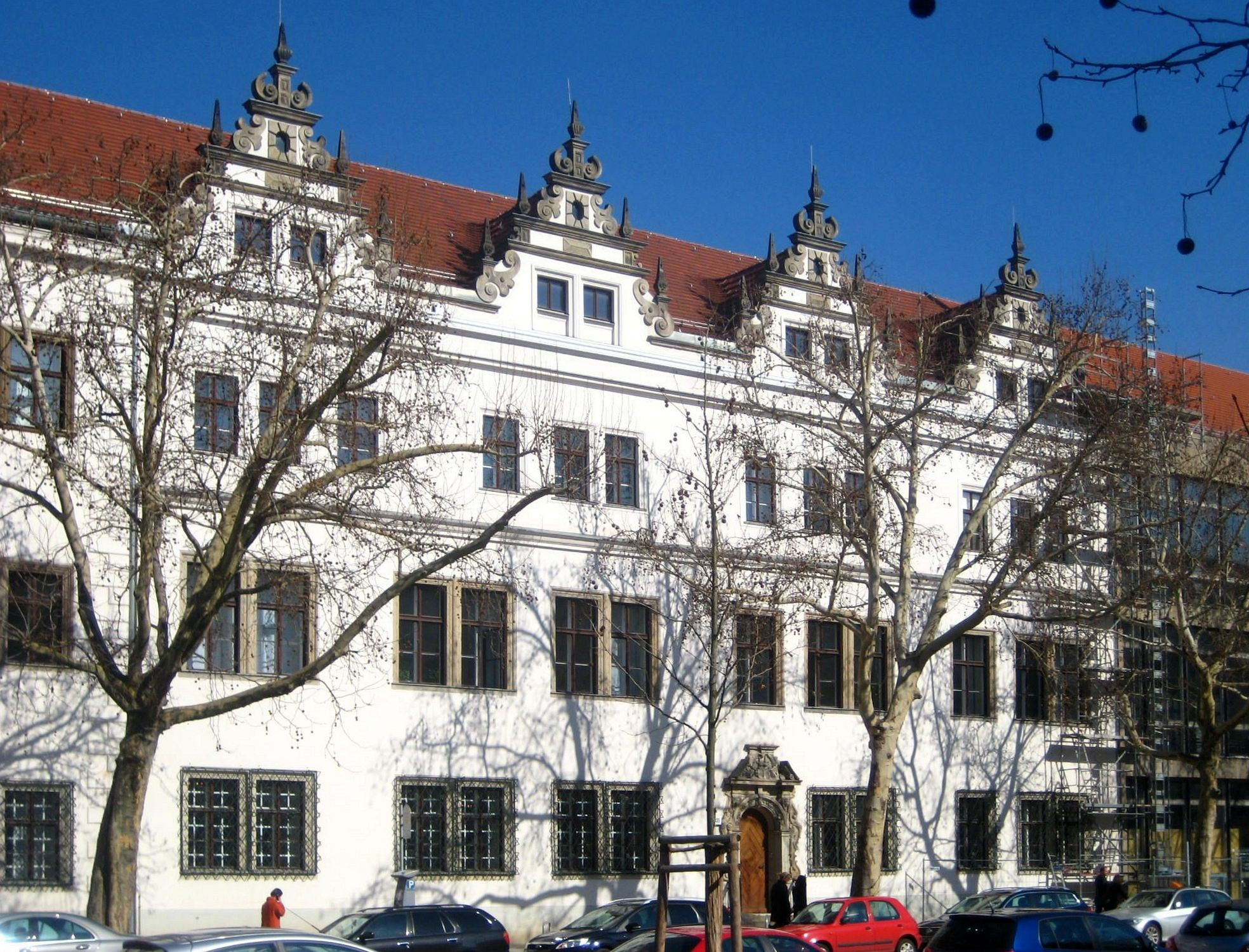
Ribbeckhaus, erbaut 1624, aufgestockt Anfang des 19. Jh.

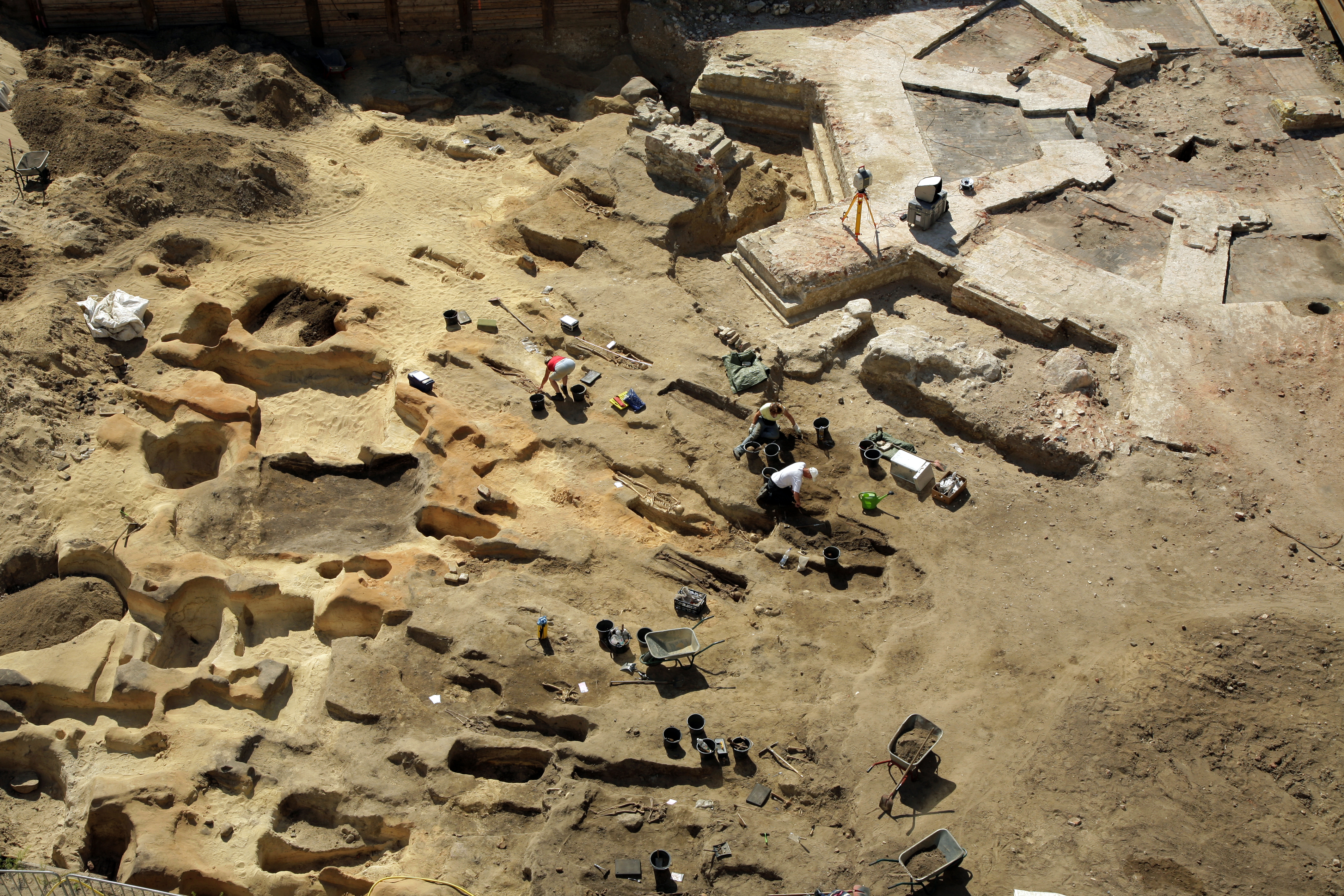
Ausgrabungen 2008, Grundmauern der Petrikirche

- Palast der Republik, 2006 bis 2008 abgebrochen
- Berliner Dom
- Bauten der Museumsinsel
- Staatsratsgebäude
- Alter Marstall
- Ribbeck-Haus
- Nicolaihaus
- Ermelerhaus, 1967/68 abgebrochen und am Märkischen Ufer 1968/69 wieder aufgebaut

## Schlossviertel heute
Seit Anfang der 1990er Jahre gehört das Schlossviertel zum Entwicklungsbereich Hauptstadt Berlin – Parlaments- und Regierungsviertel. Als Ergebnis der vorbereitende Untersuchungen wurde 1993 die Bedeutung des historischen Stadtgrundrisses hervorgehoben. Andererseits wurde ein Schlossnachbau abgelehnt und eine Prüfung der Umnutzung des Palastes der Republik empfohlen.
2002 beschloss der Deutsche Bundestag jedoch den Bau des Humboldt Forums mit Repliken der barocken Schlossfassaden der Nord-, West- und Südseite sowie des Schlüterhofs, was den Abriss des Palastes der Republik bedeutete. 2021 eröffnete das Humboldt Forum als einzigartiges Zentrum für Kunst, Kultur, Wissenschaft und Bildung.
2007 bis 2009 wurde die Breite Straße in etwa auf ihre ursprüngliche Breite verschmälert, jedoch ohne den leichten Schwung, den sie früher hatte. Danach fanden archäologische Ausgrabungen auf der Westseite der Straße statt. Die Keller der ehemaligen Häuser, die man fand, sollen erhalten und in die geplante Neubebauung mt Wohnhäusern im Sinne eines Archäologischen Fensters erhalten bleiben, so auch der Keller des Ermelerhauses, Breite Straße 11.
Am Petriplatz, dem Standort der ältesten Pfarrkirche Berlins, der Petrikirche, fanden ebenfalls umfangreiche archäologische Ausgrabungen statt, die unter anderem die Grundmauern der mittelalterlichen Lateinschule zu Tage brachten. Auch diese bleiben erhalten und werden in den Neubau des Archäologischen Besucherzentrums integriert. Am Petriplatz entsteht darüber hinaus das interreligiöse House of One.